# Schillerporling-Pochkäfer
| |
| Abb. 1: Fühler von Dermestes serra Panzer 1796, ♂ heute Dorcatoma substratiata, (links, nach Panzer) und von Dermestes serra Fabricius 1792, ♂ heute Ctesias serra, (rechts, nach Reitter) Vergleiche Abb. 7 |

|                    |                          |                       |
| Abb. 2: Aufsicht   | Abb. 3: Seitenansicht    | Abb. 4: Vorderansicht |
|                    |                          |                       |
| Abb. 5: Unterseite | Abb. 6: zusammengekugelt | Abb. 7: Fühler des ♂  |

Der Schillerporling-Pochkäfer (Dorcatoma substriata) ist ein Käfer aus der Familie der Nagekäfer. Die Gattung Dorcatoma ist in Europa mit drei Untergattungen und sechzehn nur schwer unterscheidbaren Arten vertreten, von denen drei keiner Untergattung zugeordnet sind. Die Art Dorcatoma substriata wird zur Untergattung Pilosodorcatoma gestellt. Weltweit können über siebzig Arten der Gattung zugerechnet werden, die tropischen Arten werden bei Revisionen jedoch teilweise anderen Gattungen zugeordnet.
Der Käfer ist überall nicht häufig. Die Situation verschlechtert sich wegen des abnehmenden Angebots an Totholz und der damit verbundenen Verknappung seiner Wirtspilze. In den Roten Listen von Deutschland wird die Art in die Kategorie 2 (stark gefährdet) eingestuft, in Baden-Württemberg steht die Art auf der Vormerkliste gefährdeter Arten. In Schleswig-Holstein wird der Käfer unter den nicht zur Fauna Schleswig-Holsteins zu rechnende Arten geführt.

## Bemerkungen zum Namen und Synonymen
Bei Reitter und im Standardwerk Freude-Harde-Lohse wird die Art noch unter dem Namen Dorcatoma serra Panzer geführt, und Dermestes serra Panzer 1796 wird als heterotypisches Synonym für Dorcatoma substriata betrachtet. Es bezieht sich auf die Beschreibung des Käfers durch Panzer unter dem Namen Dermestes serra mit einer für die Zeit ungewöhnlich präzisen Abbildung samt Detailzeichnung des männlichen Fühlers. Panzer nannte zwar bei seiner Beschreibung 1796 die frühere Beschreibung von Dermestes serra durch Fabricius 1792 als Synonym und übernahm auch die lateinische Charakterisierung des Käfers von Fabricius, dies beruhte aber auf einer Verwechselung. Darauf machte Illiger 1798 aufmerksam, und er verschob den Dermestes serra von Panzer in die Gattung Anobium unter dem Namen Anobium Dorcatoma, während er den Dermestes serra von Fabricius unter gleichem Namen in der Gattung Dermestes beließ. Dermestes serra Fabricius 1792 heißt heute „Ctesias serra (Fabricius 1792)“. Und Dorcatoma substriata wird in der Literatur auch ausführlich „Dorcatoma serra Panzer, nec Fabricius“ oder „Dorcatoma serra Panzer, non Fabricius“ genannt.
Bei Fabricius lässt sich der Artname serra (lat. Säge) ableiten. Fabricius beschreibt die Art mit …antennis flavis: clava oblonga serrata… (lat:…mit gelben Fühlern: die längliche Fühlerkeule gesägt…), und Panzer benutzt exakt die gleiche Formulierung, die auch auf seinen Käfer zutrifft (Abb. 1). Panzer nennt die Art mit dem Trivialnamen Sägehornigen Speckkäfer (Horn veraltet für Fühler, Speckkäfer deutsch für Dermestes).
Herbst stellte 1792 die Gattung Dorkatoma auf, als einzige Art der Gattung nannte er Dorkatoma dresdensis. Fabricius übernahm 1801 in dem Werk Systema Eleutheratorum den Gattungsnamen in der Schreibweise Dorcatoma. Auf Empfehlung der ICZN wird für den Gattungsnamen heute die eingebürgerte Schreibweise Dorcatoma verwendet. Herbst erklärt den Gattungsnamen mit der Bemerkung: Der Name … bezieht sich auf die Hirschgeweih ähnlichen Fühlhörner,… (Dorcatoma von altgr. δορκάς „dorkás“ für „Gazelle“ und τομή „tomē“ für „Schnitt“ Fühlhörner veraltet für Fühler).
Die Untergattung Pilosodorcatoma wurde erst 1999 von Borowski aufgestellt. Der Name bedeutet Behaarte Dorcatoma (von lat. pilōsus, behaart). Die frühen Beschreibungen sind für die heutigen Kenntnisse zu unpräzis. Auch Illiger, der eine sehr ausführliche Beschreibung gibt, trennt die Arten Dorcatoma dresdensis Herbst und Dorcatoma serra Panzer noch nicht, sondern betrachtet die Namen beide als synonym zu seiner Anobium Dorcatoma, obwohl die beiden Arten heute in verschiedene Untergattungen gestellt werden. Die Gattung Dorcatoma wurde inzwischen in weitere Arten zerlegt und dabei auch die Art Dorcatoma serra weiter präzisiert. Sie heißt jetzt Dorcatoma substriata nach der Beschreibung durch Hummel 1829. Der Artname substriata (lat. schwach gestreift) bezieht sich auf die Punktierung der Flügeldecken.
Der wenig gebräuchliche deutsche Name Schillerporling-Pochkäfer bezieht sich auf den Baumschwamm, in dem sich dieser Pochkäfer gewöhnlich entwickelt.

## Beschreibung des Käfers
Die Länge des Käfers schwankt zwischen 1,7 Millimeter und 2,3 Millimeter. Der Käfer ist im Umriss etwa oval, im Mittelbereich verlaufen die Seiten annähernd parallel. Der glänzende, gewölbte Körper ist rötlich braun bis nahezu schwarz, die Beine sind teilweise heller, die Fühler gelblich aufgehellt. Die Behaarung ist gelblich, dicht, und je nach Körperteil nach unterschiedlichen Richtungen ausgerichtet. Durch die Behaarung kann der Käfer grau geschimmert erscheinen. Das Insekt kann sich gut zusammen kugeln (Abb. 6).
Der Kopf wird teilweise als ziemlich groß, teilweise als relativ klein beschrieben. Die gewölbten Augen sind vorn leicht ausgerandet. Die Art gehört zu den Arten der Gattung, deren Fühler zehngliedrig sind (Abb. 7). Die Fühler erreichen etwa die halbe Körperlänge. Dem klobigen nach hinten gebogenem Grundglied sitzt eine nur wenig längere sechsgliedrige Geißel auf, deren erstes Glied länger als breit und nach außen keulenartig verdickt ist. Das zweite Glied der Geißel ist umgekehrt kegelartig und etwa gleich lang wie breit, die folgenden vier Glieder scheibenartig dünn, das erste davon nach innen zahnartig verlängert. Die drei letzten Fühlerglieder sind groß, beim Weibchen jeweils etwa so lang wie die gesamte Geißel, gemeinsam etwa drei ein halb mal so lang wie die Geißel. Beim Männchen sind die letzten beiden Glieder jeweils deutlich länger als die gesamte Geißel, die drei Endglieder gemeinsam etwa viereinhalb mal so lang wie die Geißel. Die Endglieder sind abgeplattet. Das erste der drei Endglieder ist nach innen sehr stark dreieckig wie ein Sägezahn erweitert, beim Männchen deutlich breiter als lang, die Vorderseite konkav, die Hinterseite leicht konvex, die Ecke spitzer als bei Dorcatoma minor. Das vorletzte Glied ist etwas länger, aber weniger stark dreieckig nach innen erweitert und dort zugespitzt, die Vorderseite stärker konkav, die Hinterseite weniger konvex. Das Endglied ist lang und schmal elliptisch bis viereckig. Beim Weibchen ist die Zähnung der Fühlerkeule deutlich schwächer ausgebildet.
Die Oberlippe ist kurz und breiter als lang. Die Oberkiefer sind plump, dreieckig und zweispitzig. Die viergliedrigen Kiefertaster sind deutlich länger als die Unterkiefer, die ersten Glieder zylindrisch bis schwach verkehrt kegelförmig. Die Form des wesentlich größeren Endglieds liefert ein weiteres Abgrenzungsmerkmal der Arten. Bei Dorcatoma substriata ist es knapp halb so breit wie lang, in der Aufsicht messerförmig, Die Spitze ist wenig nach außen gezogen, die Außenseite sehr schwach umgekehrt S-förmig geschwungen, die Innenseite konvex erweitert, im Mittelteil annähernd parallel (in Abb. 4 bei voller Auflösung gut erkennbar). Die Lippentaster sind dreigliedrig. Die beiden ersten Glieder sind gleich groß und zylindrisch, das viel größere dreieckige Endglied ist schräg abgestutzt.
Der Halsschild ist deutlich quer, aber nur gut doppelt so breit wie lang, nicht 2,4 mal so breit wie lang. Er ist an der Basis am breitesten und dort etwas schmaler als die Flügeldecken an der Basis gemeinsam. Die Vorderwinkel sind an den Seiten bis auf die Unterseite herab gezogen und bilden einen spitzen Winkel, die Hinterwinkel sind etwas vorgezogen, abgeflacht und abgerundet. Die Behaarung ist nach vorn gerichtet.
Die Flügeldecken sind im vorderen Bereich parallel, im hinteren Drittel gemeinsam verrundet. Sie sind etwa vier Drittel mal so lang wie gemeinsam breit. Die Schulterbeule ist schwach ausgebildet. Die Grundpunktierung der Flügeldecken ist mehr oder weniger weitläufig, nicht doppelt und überall fein, oben in der Mitte etwas dichter. Größere Punkte bilden parallel zum Außenrand der Flügeldecken zwei unvollständige Randstreifen, die schräg eingeschnitten vertieft liegen, das Intervall zwischen den Randstreifen ist leicht gewölbt (dass der Außensaum das Ansehen eines Schindeldachs hat). Ein Humeralstreifen an der Schulter ist nur durch wenige Punkte angedeutet (Name substriata). Die Behaarung der Flügeldecken setzt sich wie bei allen Arten der Untergattung Pilosodorcatoma aus längs- und aus quergerichteten Haaren zusammen, die beide nicht reihig angeordnet sind. Bei Dorcatoma substriata überwiegt die parallel zur Naht nach hinten gerichtete, anliegende Behaarung, die den Eindruck von Streifung hervorrufen kann. Die nach außen gerichtete Behaarung ist abstehend (Abb. 2).
Das Schildchen ist halbkreisförmig.
Die gewölbte Unterseite ist fein und dicht punktiert. Die Behaarung ist wenig dicht. Das große Metasternum, das zwischen den Mittelhüften nach vorn verlängert ist, weist eine Längsfurche auf, die vorn schmal und seicht verlöscht. Es ist überall gleichmäßig und einfach punktiert. Die Nähte zwischen dem zweiten, dritten und vierten Hinterleibssegment verlaufen geschwungen und sind in der Mitte weniger deutlich ausgeprägt (Abb. 5 und 6) Die Beine können in Aussparungen der Körperunterseite eingelegt werden. Die schmalen Tarsen sind alle deutlich fünfgliedrig.

## Biologie
Die Art entwickelt sich in den Fruchtkörpern von Baumschwämmen, hauptsächlich in Arten der Gattung der Schillerporlinge (Inonopus hispidus, Inonopus obliquus, Mensularia radiata, Pseudoinonotus dryadeus). In Estland wurde die Art auch aus dem Zunderschwamm Fomes fomentarius gezogen. Die genutzten Wirtspilze wachsen in Mitteleuropa an feuchten und mäßig feuchten bis trockenen wärmebegünstigten Standorten auf stark geschwächten Bäumen und stehendem sowie liegendem Totholz mittlerer Dicke, von der Stammbasis bis in den Kronenbereich, bevorzugt auf Eiche, Buche, Erle, Hasel, in Obstgärten an Pflaumenbäumen.
Die Larven nagen verschlungene Gänge im Fruchtkörper und im direkt darunter liegenden Holz. Die Entwicklung dauert (in Schweden) zwei Jahre, die Verpuppung erfolgt in einem runden Kokon Ende Mai. Die voll ausgebildeten Käfer werden ab Mitte Mai gefunden. Die gleichen Fruchtkörper können mehrere Jahre hintereinander befallen werden.
Bei Störungen ziehen die Käfer Fühler und Beine an und verharren unbeweglich. Für Dorcatoma dresdensis wird berichtet, dass die Käfer nach plötzlichen Einhalten schnell und oft miteinander mit dem Kopf auf den Untergrund klopfen, was einen hörbaren Laut erzeugt.

## Verbreitung
Die Art ist in Europa weit verbreitet, vom Norden der Iberischen Halbinsel bis nach Skandinavien und von den Britischen Inseln bis in die westlichen Teile Russlands. Es fehlen jedoch Nachweise aus Norwegen und den nordöstlich an Polen angrenzenden Ländern bis Estland sowie aus Südosteuropa. Im Norden ist die Art eher in wärmeren Gegenden, im Süden eher in kühleren Gegenden zu finden. In Mitteleuropa kommt der Käfer nicht alpin vor.